# 소련 공산당 중앙위원회 정치국

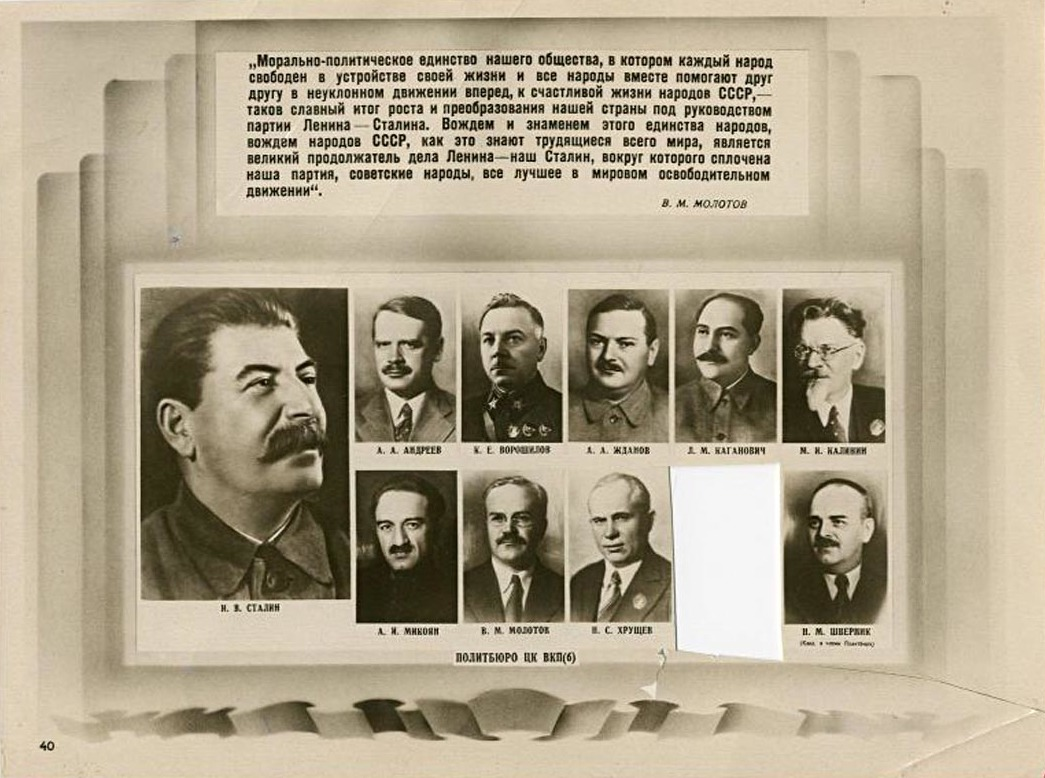

소련 공산당 정치국(蘇聯共産黨政治局, 러시아어: Политбюро ЦК КПСС)의 정식 명칭은 소비에트 연방 공산당 중앙위원회 정치국으로, 1952년부터 1966년까지는 간부회(幹部會, 러시아어: Президиум)라고 불렸다. 영어로는 폴리트뷰로(Politburo)라고 부르기도 한다.
명목상 정치국원은 소련 공산당 중앙위원회에 의해서 선출되지만, 사실상 정치국원의 선출은 그들 스스로 결정했다. 본래 정치국은 레닌이 혁명을 지도하기 위해 1917년에 수립한 것이었다. 그 후 단기간 일시 정지되었다가 1919년 제8차 당대회에서 차후 소련 정치의 중핵(中核)으로서 그 기능이 부활하였다. 당초의 정치국원은 5명으로, 블라디미르 레닌, 레프 트로츠키, 이오시프 스탈린, 레프 카메네프, 니콜라이 크레스틴스키였다.
정치국의 멤버에는 정치국원과 후보국원(候補局員, 의결권 없음)의 둘이 있었다. 실제 정치국의 규모는 변해 왔지만, 대개는 14명의 정치국원과 8명의 후보국원로 이루어졌다. 공식적으로 국장(局長)은 존재하지 않았지만, 통상적으로 중앙위원회의 우두머리를 맡고 있었던 서기장(소련의 실권자)이 항상 정치국에서도 주도적인 역할을 했다. 실제로 가장 권력을 소유하는 정치국의 멤버는 소련 공산당 중앙위원회의 서기장이 주도하는 서기국원의 지위도 소유하고 있었다. 어느 쪽이건 한 쪽밖에 재적하지 않는 멤버는 영향력이 낮았다. 정치국의 멤버가 된 여성은 얼마 되지 않았다. 그 외에도 국방장관, KGB의 위원장 및 각 공화국의 주요 인사도 참여했다.
개인적인 충돌을 최소한으로 하고 파벌주의를 피하기 위해서, 의사수속상의 관례가 있었다. 그것은 실제 회의중의 싸움을 피하기 위해 강한 비판은 미리 다른 정치국원에게도 전해 두는 것이었다. 1990년에 열린 제28차 당대회에서는 정치국의 권한을 최고 소비에트로 이양하는 것이 승인되었다. 정치국은 1991년 8월 쿠데타 실패 직후 소련 공산당이 금지되면서 사라졌다.

## 정치국원 및 간부회 위원
| 날짜                         | 사항 |
| ---------------------------- | --- |
| 1917년 10월 10일 (신력 23일) | 부브노프, 지노비예프, 카메네프, 레닌, 소콜니코프, 스탈린, 트로츠키가 중앙위원회 정치국원으로 선출. |
| 1917년 11월 7일              | 페트로그라드에서 볼셰비키 혁명이 성공한 뒤 정치국 활동이 중단됨. (구력：10월 25일) |
| 1919년 3월 25일              | 카메네프, 크레스틴스키, 레닌, 스탈린, 트로츠키가 중앙위원회 총회에서 정치국원으로 선출. 부하린, 지노비에프, 칼리닌이 후보국원으로 선출. |
| 1919년 7~9월                 | 정치국과 조직국의 합의에 의해 중앙위원회 주임서기인 스타소바가 잠시 정치국에 참여. |
| 1920년 4월 5일               | 카메네프, 크레스틴스키, 레닌, 스탈린, 트로츠키가 중앙위원회 총회에서 정치국원으로 선출. 부하린, 지노비에프, 칼리닌이 후보국원에 선출. |
| 1921년 3월 16일              | 지노비예프, 카메네프, 레닌, 스탈린, 트로츠키가 중앙위원회 총회에서 정치국원에 선출. 부하린, 칼리닌, 몰로토프가 후보국원에 선출. |
| 1922년 4월 3일               | 지노비예프, 카메네프, 레닌, 리코프, 스탈린, 톰스키, 트로츠키가 중앙위원회 총회에서 정치국원에 선출. 부하린, 칼리닌, 몰로토프가 후보국원에 선출. |
| 1923년 4월 26일              | 지노비예프, 카메네프, 레닌, 리코프, 스탈린, 톰스키, 트로츠키가 중앙위원회 총회에서 정치국원에 선출. 부하린, 칼리닌, 몰로토프, 류주타크가 후보국원에 선출. |
| 1924년 1월 21일              | 레닌 사망. |
| 1924년 6월 2일               | 부하린, 지노비예프, 카메네프, 리코프, 스탈린, 톰스키, 트로츠키가 중앙위원회 총회에서 정치국원에 선출. 제르진스키, 칼리닌, 몰로토프, 류주타크, 소콜니코프, 프룬제가 후보국원에 선출. |
| 1925년 10월 31일             | 프룬제 사망. |
| 1926년 1월 1일               | 부하린, 보로실로프, 지노비에프, 칼리닌, 몰로토프, 리코프, 스탈린, 톰스키, 트로츠키가 중앙위원회 총회에서 정치국원에 선출. 제르진스키, 카메네프, 페트롭스키, 류주타크, 우글라노프가 후보국원에 선출. |
| 1926년 7월 20일              | 제르진스키 사망. |
| 1926년 7월 23일              | 지노비예프가 중앙위원회 총회에서 해임. 류주타크가 정치국원에 선출. 후보국원에 재선(再選)된 이들은 안드레예프, 카가노비치, 카메네프, 키로프, 미코얀, 오로조니키제, 페트롭스키, 우글라노프. |
| 1926년 10월 23일             | 트로츠키, 카메네프가 중앙위원회 및 중앙통제위원회 합동총회에서 해임. |
| 1926년 11월 3일              | 오로조니키제가 중앙위원회 및 중앙통제위원회 합동총회에서 해임. 추바리가 후보국원에 선출. |
| 1927년 12월 19일             | 부하린, 보로실로프, 칼리닌, 쿠이비셰프, 몰로토프, 리코프, 류주타크, 스탈린, 톰스키가 중앙위원회 총회에서 정치국원에 선출. 안드레예프, 카가노비치, 키로프, 코시오르, 미코얀, 페트롭스키, 우글라노프, 추바리가 후보국원에 선출. |
| 1929년 4월 29일              | 우글라노프가 중앙위원회 총회에서 해임. 바우만이 후보국원에 선출. |
| 1929년 6월 21일              | 시르초프가 중앙위원회 총회에서 후보국원에 선출. |
| 1929년 11월 17일             | 부하린이 중앙위원회 총회에서 해임. |
| 1930년 7월 13일              | 보로실로프, 카가노비치, 칼리닌, 키로프, 코시오르, 쿠이비셰프, 몰로토프, 류주타크, 리코프, 스탈린이 중앙위원회 총회에서 정치국원에 선출. 안드레예프, 미코얀, 페트롭스키, 시르초프, 추바리가 후보국원에 선출. |
| 1930년 12월 1일              | 시르초프가 중앙위원회 총회에서 해임. |
| 1930년 12월 21일             | 리코프, 안드레예프가 중앙위원회 및 중앙통제위원회 합동총회에서 해임. 오로조니키제가 정치국원에 선출. |
| 1932년 2월 4일               | 류주타크가 중앙위원회 총회에서 해임. 안드레예프가 정치국원에 선출. |
| 1934년 2월 10일              | 안드레예프, 보로실로프, 카가노비치, 칼리닌, 키로프, 코시오르, 쿠이비셰프, 몰로토프, 오로조니키제, 스탈린이 중앙위원회 총회에서 정치국원에 선출. 미코얀, 페트롭스키, 포스티셰프, 류주타크, 추바리가 후보국원에 선출. |
| 1934년 12월 1일              | 키로프 암살. |
| 1935년 1월 25일              | 쿠이비셰프 사망. |
| 1935년 2월 1일               | 미코얀, 추바리가 중앙위원회 총회에서 정치국원에 선출. 주다노프, 에이헤가 후보국원에 선출. |
| 1937년 2월 18일              | 오로조니키제 자살. |
| 1937년 5월 26일              | 류주타크가 5월 25일 체포된 뒤, 중앙위원회에 의해 당(黨)에서 추방됨. |
| 1937년 10월 12일             | 예조프가 중앙위원회 총회에서 후보국원에 선출. |
| 1938년 1월 14일              | 포스티셰프가 중앙위원회 총회에서 해임. 흐루쇼프가 후보국원에 선출. |
| 1938년 4월 29일              | 에이헤 체포. |
| 1938년 5월 3일               | 코시오르 체포. |
| 1938년 6월 16일              | 추바리가 정치국 결정으로 해임. |
| 1939년 3월 22일              | 안드레예프, 보로실로프, 주다노프, 카가노비치, 칼리닌, 미코얀, 몰로토프, 스탈린, 흐루쇼프가 중앙위원회 총회에서 정치국원에 선출. 베리야, 시베르니크가 후보국원에 선출. |
| 1941년 2월 21일              | 보즈네센스키, 말렌코프, 슈체르바코프가 중앙위원회 총회에서 후보국원에 선출. |
| 1945년 5월 10일              | 슈체르바코프 사망. |
| 1946년 3월 18일              | 베리야, 말렌코프가 중앙위원회 총회에서 정치국원에 선출. 불가닌, 코시긴이 후보국원에 선출. |
| 1946년 6월 3일               | 칼리닌 사망. |
| 1947년 2월 26일              | 보스네센스키가 중앙위원회 총회에서 정치국원에 선출. |
| 1948년 2월 18일              | 설문조사에 의해 불가닌이 정치국원에 선출. |
| 1948년 8월 31일              | 주다노프 사망. |
| 1948년 9월 4일               | 설문조사에 의해 코시긴이 정치국원에 선출. |
| 1949년 3월 7일               | 보즈네센스키 해임. |
| 1952년 10월 16일             | 아드리아노프, 아리스토프, 베리야, 불가닌, 보로실로프, 이그나초프, 카가노비치, 코로첸코, 쿠즈네초프, 쿠시넨, 말렌코프, 말리셰프, 멜니코프, 미코얀, 미하일로프, 몰로토프, 페르부힌, 포노마렌코, 사부로프, 스탈린, 수슬로프, 흐루쇼프, 체스노코프, 시베르니크, 슈키랴노프가 간부회 정회원에, 브레즈네프, 비신스키, 즈베레프, 이그나토프, 카바노프, 코시긴, 파톨리체프, 페고프, 푸자노프, 테보시얀, 유딘이 회원후보에 선출. 비공식적으로 간부회는 다음에 의해 조직：베리야, 불가닌, 보로실로프, 카가노비치, 말렌코프, 페르부힌, 사부로프, 스탈린, 흐루쇼프 |
| 1953년 3월 5일               | 스탈린 사망. |
| 1953년 3월 5일               | 중앙위원회, 각료회의, 최고회의 간부회의 합동회의에 의해, 간부회(幹部會)는 다음과 같이 재선출: 베리야, 불가닌, 보로실로프, 카가노비치, 말렌코프, 미코얀, 몰로토프, 페르부힌, 사부로프, 흐루쇼프가 정회원에, 바기로프, 멜니코프, 포노마렌코, 시베르니크가 회원후보에 선출. |
| 1953년 6월 6일               | 멜니코프가 중앙위원회에서 해임. 키리첸코가 회원후보에 선출. |
| 1953년 7월 7일               | 베리야가 중앙위원회 총회에서 해임. (1953년 6월 26일 체포) |
| 1953년 7월 17일              | 바기로프가 중앙위원회 총회에서 해임. |
| 1955년 7월 12일              | 키리첸코, 수슬로프가 중앙위원회 총회에서 정회원에 선출. |
| 1956년 2월 27일              | 불가닌, 보로실로프, 카가노비치, 키리첸코, 말렌코프, 미코얀, 몰로토프, 페르부힌, 사부로프, 수슬로프, 흐루쇼프가 정회원에, 브레즈네프, 주코프, 무히트디노프, 푸르체바, 시베르니크, 셰필로프가 회원후보에 선출. |
| 1957년 2월 14일              | 코즐로프가 중앙위원회 총회에서 회원후보로 선출. |
| 1957년 6월 29일              | 카가노비치, 말렌코프, 몰로토프, 셰필로프가 중앙위원회 총회에서 해임. 간부회는 다음과 같이 재선출: 아리스토프, 벨랴예프, 브레즈네프, 불가닌, 보로실로프, 주코프, 이그나토프, 키리첸코, 코즐로프, 쿠시넨, 미코얀, 수슬로프, 푸르체바, 흐루쇼프, 시베르니크. 회원후보는 칼른베르진, 키릴렌코, 코로트첸코, 코시긴, 마주로프, 므자바나제, 무히트디노프, 페르부힌, 포스펠로프. |
| 1957년 10월 29일             | 주코프가 중앙위원회 총회에서 해임. |
| 1957년 12월 17일             | 무히트디노프가 중앙위원회 총회에서 정회원에 선출. |
| 1958년 6월 18일              | 포드고르니, 폴랸스키가 중앙위원회 총회에서 회원후보로 선출. |
| 1958년 9월 5일               | 불가닌이 중앙위원회 총회에서 해임. |
| 1960년 5월 4일               | 벨랴예프, 키리첸코가 중앙위원회 총회에서 해임. 코시긴, 포드고르니, 폴랸스키가 정회원에 선출. |
| 1960년 7월 16일              | 보로실로프가 중앙위원회 총회에서 해임. |
| 1961년 1월 18일              | 보로노프, 그리신이 중앙위원회 총회에서 회원후보로 선출. |
| 1961년 10월 31일             | 브레즈네프, 보로노프, 코즐로프, 코시긴, 쿠시넨, 미코얀, 포드고르니, 폴랸스키, 수슬로프, 흐루쇼프, 시베르니크가 정회원에, 그리신, 마주로프, 므자바나제, 라시도프, 슈체르비츠키가 회원후보에 선출. |
| 1962년 4월 23일              | 키릴렌코가 중앙위원회 총회에서 정회원에 선출. |
| 1962년 11월 23일             | 예프레모프가 중앙위원회 총회에서 정회원에 선출. |
| 1963년 12월 13일             | 슈체르비츠키가 중앙위원회 총회에서 해임. 셸레스트가 회원후보에 선출. |
| 1964년 5월 17일              | 쿠시넨 사망. |
| 1964년 10월 14일             | 흐루쇼프가 중앙위원회 총회에서 해임. |
| 1964년 11월 16일             | 코즐로프가 중앙위원회 총회에서 해임. 셸레스트, 셸레핀이 정회원에, 데미체프가 회원후보에 선출. |
| 1965년 3월 26일              | 마즐로프가 중앙위원회 총회에서 정회원에 선출. 우스티노프가 회원후보에 선출. |
| 1965년 12월 6일              | 슈체르비츠키가 중앙위원회 총회에서 회원후보에 재선출. |
| 1966년 4월 8일               | 브레즈네프, 보로노프, 키릴렌코, 코시긴, 마주로프, 펠셰, 포드고르니, 폴랸스키, 수슬로프, 셸레핀, 셸레스트가 정치국원에, 그리신, 데미체프, 쿠나예프, 마셰로프, 므자바나제, 라시도프, 우스티노프, 슈체르비츠키가 후보국원에 선출. |
| 1967년 6월 21일              | 안드로포프가 중앙위원회 총회에서 후보국원에 선출. |
| 1971년 4월 9일               | 브레즈네프, 보로노프, 그리신, 키릴렌코, 코시긴, 쿨라코프, 쿠나예프, 마주로프, 펠셰, 포드고르니, 폴랸스키, 수슬로프, 셸레핀, 셸레스트, 슈체르비츠키가 정치국원에, 안드로포프, 데미체프, 마셰로프, 므자바나제, 라시도프, 우스티노프가 후보국원에 선출. |
| 1971년 11월 23일             | 솔로멘체프가 중앙위원회 총회에서 후보국원에 선출. |
| 1972년 5월 19일              | 포노마레프가 중앙위원회 총회에서 후보국원에 선출. |
| 1972년 12월 18일             | 므자바나제가 중앙위원회 총회에서 해임. |
| 1973년 4월 27일              | 보로노프, 셸레스트가 중앙위원회 총회에서 해임. 안드로포프, 그레치코, 그로미코가 정치국원에 선출. 로마노프가 후보국원에 선출. |
| 1975년 4월 16일              | 셸레핀이 중앙위원회 총회에서 해임. |
| 1976년 3월 5일               | 안드로포프, 브레즈네프, 그레치코, 그리신, 그로미코, 키릴렌코, 코시긴, 쿨라코프, 쿠냐예프, 마주로프, 펠셰, 포드고르니, 로마노프, 수슬로프, 우스티노프, 슈체르비츠키가 정치국원에, 알리예프, 데미체프, 마셰로프, 포노마레프, 라시도프, 솔로멘체프가 후보국원에 선출. |
| 1976년 4월 26일              | 그레치코 사망. |
| 1977년 5월 24일              | 포드고르니가 중앙위원회 총회에서 해임. |
| 1977년 10월 3일              | 쿠즈네초프, 체르넨코가 중앙위원회 총회에서 후보국원으로 선출. |
| 1978년 7월 17일              | 쿨라코프 사망. |
| 1978년 11월 27일             | 마즐로프가 중앙위원회 총회에서 해임. 체르넨코가 정치국원에, 티호노프, 셰바르드나제가 후보국원에 선출. |
| 1979년 11월 27일             | 티호노프가 중앙위원회 총회에서 정치국원에 선출. 고르바초프가 후보국원에 선출. |
| 1980년 10월 4일              | 마셰로프가 자동차 사고사(事故死). |
| 1980년 10월 21일             | 코시긴이 중앙위원회 총회에서 해임. 고르바초프가 정치국원에, 키셀료프가 후보국원에 선출. |
| 1981년 3월 3일               | 안드로포프, 브레즈네프, 고르바초프, 그리신, 그로미코, 키릴렌코, 쿠나예프, 펠셰, 로마노프, 수슬로프, 티호노프, 우스티노프, 체르넨코, 슈체르비츠키가 정치국원에, 알리예프, 데미체프, 키셀료프, 쿠즈네초프, 포노마레프, 라시도프, 솔로멘체르, 셰바르드나제가 후보국원에 선출. |
| 1982년 1월 25일              | 수슬로프 사망. |
| 1982년 5월 24일              | 돌기흐가 중앙위원회 총회에서 후보국원에 선출. |
| 1982년 11월 10일             | 브레즈네프 사망. |
| 1982년 11월 22일             | 키릴렌코가 중앙위원회 총회에서 해임. 알리예프가 정치국원에 선출. |
| 1983년 1월 11일              | 키셀료프 사망. |
| 1983년 5월 29일              | 펠셰 사망. |
| 1983년 6월 15일              | 보로트니코프가 중앙위원회 총회에서 후보국원에 선출. |
| 1983년 10월 31일             | 라시도프 자살. |
| 1983년 12월 26일             | 보로트니코프, 솔로멘체프가 중앙위원회 총회에서 정치국원에 선출. 체브리코프가 후보국원에 선출. |
| 1984년 2월 9일               | 안드로포프 사망. |
| 1984년 12월 20일             | 우스티노프 사망. |
| 1985년 3월 10일              | 체르넨코 사망. |
| 1985년 4월 23일              | 리가초프, 리지코프, 체브리코프가 중앙위원회 총회에서 정치국원에 선출. 소콜로프가 후보국원에 선출. |
| 1985년 7월 1일               | 로마노프가 중앙위원회 총회에서 해임. 셰바르드나제가 정치국원에 선출. |
| 1985년 10월 15일             | 티호노프가 중앙위원회 총회에서 해임. 니콜라이 탈리진이 후보국원에 선출. |
| 1986년 2월 18일              | 그리신이 중앙위원회 총회에서 해임. 옐친이 후보국원에 선출. |
| 1986년 3월 6일               | 알리예프, 보로트니코프, 고르바초프, 그로미코, 자이코프, 쿠나예프, 리가초프, 리지코프, 솔로멘체프, 체브리코프, 셰바르드나제, 슈체르비츠키가 정치국원에, 데미체프, 돌기흐, 옐친, 슬륜코프, 소콜로프, 솔로뵤프, 탈리진이 후보국원에 선출. |
| 1987년 1월 28일              | 쿠나예프가 중앙위원회 총회에서 해임. 야코블레프가 후보국원에 선출. |
| 1987년 6월 26일              | S. 소콜로프가 중앙위원회 총회에서 해임. 슬륜코프, 야코블레프, 니코노프가 정치국원에, 야조프가 후보국원에 선출. |
| 1987년 10월 21일             | 알리예프가 중앙위원회 총회에서 해임. |
| 1988년 2월 14일              | 옐친이 중앙위원회 총회에서 해임. 마슬류코프, 라주모프스키가 후보국원에 선출. |
| 1988년 9월 30일              | 그로미코, 솔로멘체프, 데미체프, 돌기흐가 중앙위원회 총회에서 해임. 메드베데프가 정치국원에, 비류코바, 블라소프, 류캬노프가 후보국원에 선출. |
| 1989년 9월 20일              | 니코노프, 체브리코프, 슈체르비츠키, 솔로뵤프, 탈리진이 중앙위원회 총회에서 해임. 크류치코프, 마슬류코프가 정치국원에, 프리마코프, 푸고가 후보국원에 선출. |
| 1989년 12월 9일              | 이바시코가 중앙위원회 총회에서 정치국원으로 선출. |
| 1990년 7월 14일              | 부로케비치우스, 굼바리아제, 고르바초프, 구렌카, 자소호프, 이바시코, 카리모프, 루친스치, 마살리예프, 몹시샨, 뮈탈리보프, 나자르바예프, 니야조프, 폴로즈코프, 프로코피예프, 루비크스, 세묘노바, 실라리, 소콜로프, 스트로예프, 프롤로프, 셰닌, 야나예프가 중앙위원회 총회에서 정치국원으로 선출. |
| 1990년 12월 11일             | Ye. 소콜로프, 모프시샨이 중앙위원회 총회에서 해임. 말로페예프, 포고샨이 정치국원에 선출. |
| 1991년 1월 31일              | 굼바리아제, 야나예프가 중앙위원회, 중앙통제위원회 합동총회에서 해임. 아누스가 정치국원에 선출. |
| 1991년 4월 25일              | 마살리예프가 중앙위원회, 중앙통제위원회 합동총회에서 해임. 아만바예프, 예레메이, 수르코프가 정치국원에 선출. |
| 1991년 7월 26일              | 포고샨이 중앙위원회 총회에서 해임. |
| 1991년 8월 24일              | 8월 쿠데타 실패 후 옐친이 소련 공산당의 활동을 금지. 정치국이 해산됨. |

## 참고 문헌
- Oleg Khlevniuk [2006] Politburo. Yale University Press. ISBN 0-300-11066-9